# Rabidosa
Rabidosa es un género de arañas araneomorfas de la familia Lycosidae. Se encuentra en Norteamérica y America del Sur.

## Lista de especies
Según The World Spider Catalog 12.0:
- Rabidosa carrana (Bryant, 1934)
- Rabidosa hentzi (Banks, 1904)
- Rabidosa punctulata (Hentz, 1844)
- Rabidosa rabida (Walckenaer, 1837)
- Rabidosa santrita (Chamberlin & Ivie, 1942)